# Le Contrôleur des wagons-lits (film, 1913)
Pour les articles homonymes, voir Le Contrôleur des wagons-lits.
Pour plus de détails, voir Fiche technique et Distribution.
Le Contrôleur des wagons-lits est un film muet français réalisé par Charles Prince, sorti en 1913.
Le film est une adaptation de la comédie en trois actes Le Contrôleur des wagons-lits d'Alexandre Bisson, créée à Paris, au Théâtre des Nouveautés le 11 mars 1898. L'adaptation a été réalisée par Georges Monca.

## Fiche technique
- Titre : Le Contrôleur des wagons-lits
- Réalisation : Charles Prince
- Scénario et adaptation : Georges Monca, d'après la pièce d'Alexandre Bisson
- Photographie :
- Montage :
- Société de production : Pathé Frères
- Société de distribution : Pathé Frères
- Pays d'origine :  France
- Langue : film muet avec les intertitres en français
- Métrage : 740 mètres
- Format : Noir et blanc — 35 mm — 1,33:1 — Muet
- Genre :  Comédie
- Durée : 24 minutes 40
- Dates de sortie : 
  -  France : 18 mars 1913

## Distribution
- Charles Prince : André
- Charles Lorrain
- Gabrielle Lange
- Armand Numès
- André Simon
- Gabrielle Chalon
- Louis Baron fils